# LK II
L'LK II, abbreviazione della dicitura completa Leichter Kampfwagen II, è stato un carro armato leggero dell'Impero tedesco, progettato nel 1918 quasi in contemporanea all'LK I.
Manteneva la motorizzazione, il treno di rotolamento e il telaio del predecessore con alcuni miglioramenti come la corazzatura di 12–14 mm, ma al posto della torretta posteriore era stata sistemata una casamatta squadrata per ospitare un cannone da 57 mm. Il prototipo fu collaudato nel luglio-agosto 1918 e fu giocoforza rinunciare all'armamento, rivelatosi eccessivo per la struttura del veicolo e scambiato con una mitragliatrice leggera MG 08/15. Le successive modifiche e sistemazioni rallentarono l'immissione in servizio, che avvenne solo in ottobre e, probabilmente, solo con un paio di esemplari che l'Esercito imperiale tedesco non utilizzò mai. Una versione detta LK III rimase sulla carta.
All'inizio degli anni 1920 il Regno d'Ungheria e la Svezia acquistarono in gran segreto l'equivalente di ventiquattro LK II, tutti trasportati a destinazione smontati: si trattava di parti prodotte sullo scorcio della prima guerra mondiale e tenute nascoste agli Alleati. I due paesi li mantennero in servizio ben dentro gli anni 1930.

## Storia

### Sviluppo
Durante il 1917 il comitato dell'Esercito imperiale tedesco incaricato di studiare i nuovi mezzi corazzati da combattimento (Allgemeine Kriegsdepartement 7, Abteilung Verkehrwesen o "Dipartimento generale della guerra 7, sezione trasporti"), aveva messo in progettazione un carro armato leggero: una decisione presa dall'ingegnere capo Joseph Vollmer, in seguito appoggiato dal colonnello Hermann Meyer, capo dell'Ufficio trasporti motorizzati (Chefkraft). Iniziata in sordina, l'attività fu alla fine messa a conoscenza dell'OHL che la ritenne una perdita di tempo; solo dopo la battaglia di Cambrai di fine anno i comandanti dell'esercito decisero di accordare affrettata priorità alla produzione di carri armati. Oltre al mezzo leggero battezzato LK I, Vollmer aveva già in lavorazione una versione potenziata. Come per il predecessore, mantenne telaio e motore d'origine automobilistica, allo scopo di risparmiare costi e tempo di produzione, e anche il vano posteriore sormontato da una torretta girevole che ospitava una mitragliatrice MG 08 da 7,92 mm; al contrario, lo spessore della corazzatura fu aumentato a 14 mm, gli organi di trasmissione rivisti per una migliore manovrabilità e furono adottati cingoli più larghi rispetto a quelli dell'LK I. Quest'ultimo fu collaudato lungamente dal marzo al giugno 1918 con esiti positivi, con le ultime prove che si svolsero nei poligoni della Krupp. Il 13 giugno si tenne a Essen una conferenza tra Vollmer, rappresentanti del comitato A7V, delegati della Krupp e il tenente colonnello Max Bauer: in qualità di capo della sezione II dell'Ufficio operazioni dell'OHL controllava la distribuzione di materie prime e, d'altro canto, aveva legami personali con molti dirigenti della ditta. Dieci giorni dopo il nuovo Leichter Kampfwagen II o LK II, pur non essendo stato ancora testato, fu selezionato per la produzione poiché ritenuto più adatto a montare un cannone da 57 mm a fuoco rapido: sin dalla seconda battaglia di Villers-Bretonneux, durante la quale era avvenuto il primo combattimento tra carri armati, era diventata opinione comune che i veicoli blindati equipaggiati con sole mitragliatrici non avrebbero avuto possibilità sul campo.
Nel frattempo anche la Krupp, il 22 maggio, aveva sottoposto all'esercito un proprio progetto di Kleiner Sturmwagen ("piccolo veicolo d'assalto") che, in realtà, era più simile a un trattore d'artiglieria cingolato e con protezioni leggere; si trattava del risultato di accordi con Bauer, alla ricerca di un rimorchio motorizzato in sostituzione dei cavalli da tiro, di cui v'era grave penuria nell'esercito tedesco. L'influente ufficiale riconobbe comunque l'estrema necessità dell'LK II e trovò un compromesso con Vollmer e i suoi immediati superiori: il carro sarebbe stato equipaggiato con ganci per il traino di pezzi e il veicolo Krupp sarebbe stato ordinato solo in poche unità; ebbe il nome Kraftprotze, alla lettera "avantreno motorizzato". Di conseguenza non fu previsto alcuno studio intermedio di un LK II equipaggiato con mitragliatrice, dato che l'esperienza con l'LK I fu giudicata sufficiente. Il ministero della Guerra, in estate, inoltrò al comitato A7V le specifiche tecniche dell'LK II:
- peso massimo 8 tonnellate, possibilità di trasporto ferroviario;
- mobilità pari a 45° di pendenza, trincee larghe fino a 2 metri, velocità massima 14 km/h;
- corazzatura impenetrabile dal fuoco di armi leggere, feritoie a chiusura rapida per una visuale completa dell'esterno;
- armamento su un pezzo Maxim-Nordenfelt da 57 mm (lo stesso montato sull'A7V);
- equipaggio di 3 elementi in una camera di combattimento adeguata e ventilata;
- facile accesso al treno di rotolamento per velocizzare pulizia o manutenzione.

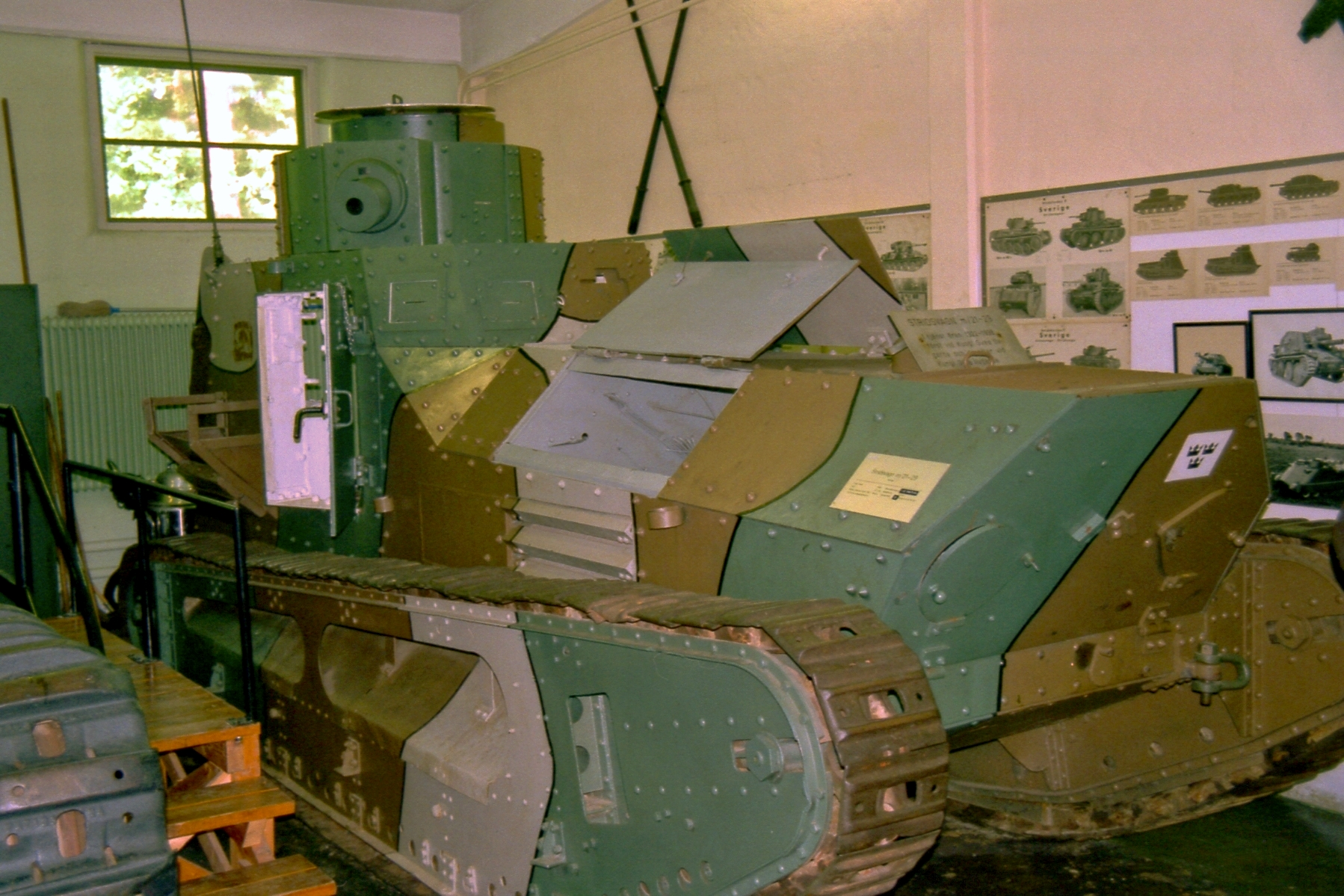
L'esemplare al Museo dei corazzati di Axvall mostra bene i portelli d'ispezione del motore e d'accesso (aperti), oltre alla distintiva forma del muso dello scafo del carro

Dato che Vollmer aveva già completato le cianografie del Leichter Kampfwagen II, poté implementare rapidamente le modifiche necessarie a rispettare le richieste del ministero e, alla fine del giugno 1918, il telaio del prototipo fu pronto. Il 17 luglio il dicastero schedulò una prima serie di commesse per 670 esemplari e studiò una proiezione produttiva che prevedeva 2 000 veicoli operativi per il giugno 1919 e ulteriori 2 000 pronti entro la fine di quell'anno. Due giorni più tardi il Chefkraft dispose che sul telaio del carro armato fosse ideata una versione LK Protze, equipaggiata con una mitragliatrice MG 08 in torretta girevole e rivolta a compiti logistici. Il successivo 23 luglio la Krupp e la Daimler-Motoren-Gesellschaft cercarono di riprendere un più stretto controllo sulla progettazione e costruzione di un carro armato leggero con una proposta comune, un mezzo derivato dal Kleiner Sturmwagen con un cannone da 52 mm o una mitragliatrice; la proposta destò un certo interesse e, anche in questo caso, fu ordinato un prototipo. L'8 agosto il colonnello Meyer fece rapporto all'OHL sulla fabbricazione dell'LK II, il cui inizio era atteso per il dicembre 1918: dalle dieci unità iniziali, la produzione fino al 31 marzo 1919 avrebbe totalizzato 270 veicoli, quindi era stato previsto un incremento del gettito mensile a 200 unità a cominciare dal 1º aprile seguente. Tali lotti comprendevano provvisoriamente solo LK II armati di mitragliatrice, oltre a trentatré veicoli Krupp-Daimler.
Intanto l'LK II era stato completato, pur con il cannone ospitato in una casamatta rialzata posteriore invece che in torretta; i collaudi furono intrapresi ad agosto a Marienfelde (poco fuori Berlino) ma il 29 agosto 1918 furono interrotte a causa di un problema inaspettato: le sollecitazioni meccaniche generate dal pezzo da 57 mm erano eccessive per il telaio e, inoltre, il carro era sbilanciato verso il lato posteriore. Il giorno successivo l'LK II fu forse inviato per esperienze alla Schwere Sturmpanzer Abteilung 3 ("Unità carri d'assalto pesanti 3") in addestramento a Saarburg, ma i documenti dell'epoca non sono chiari e l'LK citatovi potrebbe essere stato anche il Leichter Kampfwagen I. Sempre in quei giorni le alte sfere militari tedesche avevano ricalibrato i piani di produzione del veicolo, richiesto in 580 esemplari insieme a venti Krupp-Daimler, ma il 1º settembre aumentarono il totale delle commesse di LK II a 800 pezzi e poco dopo a ben 1 385 esemplari, attesi per la primavera 1919. L'altro veicolo fu ordinato in 65 unità ma, dopo che un prototipo fu infine realizzato e studiato, l'OHL ne cancellò gli ordini il 2 ottobre: infatti la moderata lunghezza dei cingoli aveva causato deludenti prestazioni fuoristrada e, d'altro canto, le protezioni erano inferiori a quelle dell'LK II. Lo sviluppo di quest'ultimo continuò con la scelta, effettuata il 30 settembre 1918, di un cannone da 37 mm come armamento principale. Tale artiglieria era in lavorazione alla Krupp e alla Rheinmetall, sebbene non si sappia se avesse dovuto essere inserita in una torretta o in casamatta, e fu stabilito che solo 1/3 dei carri armati sarebbe stato completato con mitragliatrici. Emerse comunque un ultimo contrattempo, ovvero la scoperta dell'insufficiente ventilazione per l'equipaggio e l'apparato motore. Vollmer dovette implementare un grosso ventilatore nel muso che, per accoglierlo, fu inclinato verso l'esterno e dette così al carro il suo profilo peculiare.
Prima della capitolazione del novembre 1918 furono ufficializzate le denominazioni dei due tipi principali: LK II-Wagen mit MG im Drehturm ("Veicolo LK II con mitragliatrice in torretta") e LK II-Wagen mit 3,7 cm Kanone ("Veicolo LK II con cannone da 3,7 cm").

### Produzione
La Daimler-Motoren-Gesellschaft fu la destinataria di tutte le ordinazioni di LK II inoltrate dalle forze armate tedesche; la produzione fu preparata negli stabilimenti della ditta a Marienfelde. Il primo LK II di serie uscì dalla catena di montaggio il 10 ottobre 1918, tuttavia il totale di esemplari costruiti non è noto, e nel novembre 1918 ogni contratto in essere con l'industria degli armamenti fu rescisso dal governo repubblicano tedesco. Una nota del ministero della Guerra tedesco, datata 30 settembre 1919, riporta che 90 carri armati leggeri erano stati richiesti per equipaggiare le truppe di autodifesa nei territori orientali, vale a dire all'insieme di reparti e truppe organizzate per presidiare i turbolenti confini con la neonata Polonia: sembra che, in ogni caso, questa consegna non avvenne mai. Le cose certe sono che nessun mezzo della versione "LK II-Wagen mit 3,7 cm Kanone" divenne operativo e che la Germania non utilizzò il veicolo sul campo.
Una fonte sostiene che, al novembre 1918, «qualche veicolo era stato completato» e una gran quantità fosse in vari stadi di costruzione.

## Tecnica

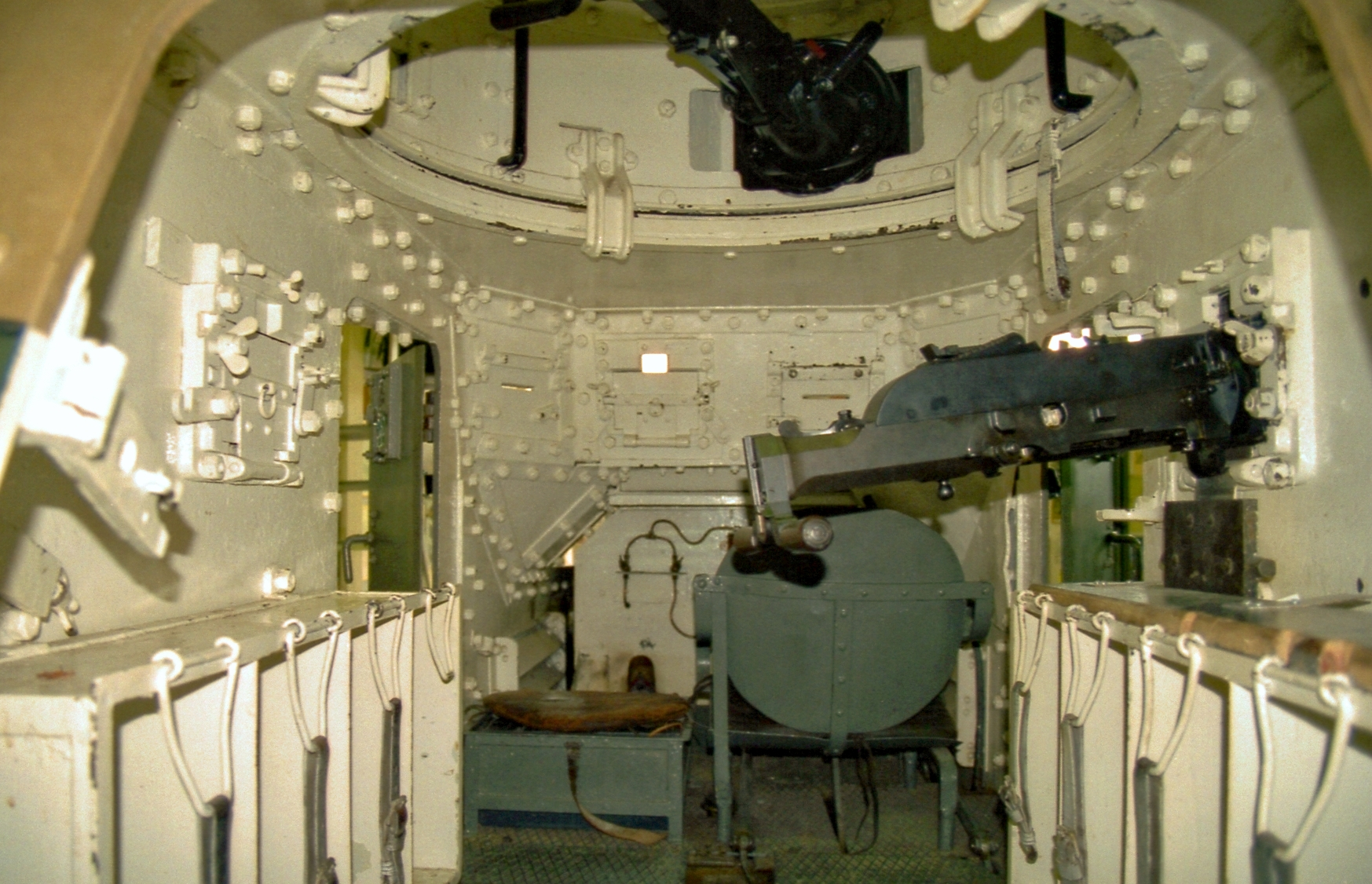
L'interno dell'LK II in direzione di marcia: si notano le due mitragliatrici da 7,92 mm, il sedile del pilota e i diversi portelletti

Il Leichter Kampfwagen II aveva dimensioni 5,08 × 1,95 metri, con un'altezza aumentata a 2,67 metri rispetto al predecessore e un peso di 8,5 tonnellate con equipaggio, carburante e munizioni. Presentava una luce libera di 40 cm e sviluppava una pressione specifica al suolo di 0,60 kg/cm². Una fonte elettronica indica una massa di 8,75 tonnellate in ordine di combattimento.
Il treno di rotolamento rimase quasi invariato. Era costituito, per lato, da sei carrelli con quattro ruote ciascuno, vincolati a sospensioni rigide; la ruota motrice era collocata in fondo, più in basso rispetto alla ruota di rinvio anteriore. Non erano stati previsti rulli per guidare la corsa superiore dei cingoli da 250 mm, che scorrevano sulla parte superiore di un pannello corazzato a copertura delle sospensioni. Tale sistema era stato aggiunto al telaio automobilistico fornito dalla Daimler, che mantenne il motore originale: un Daimler-Benz Otto modello 1910, a 4 cilindri, alimentato a benzina ed erogante 55-60 hp a 1 800 giri al minuto; era servito da due serbatoi per complessivi 150 litri di carburante, i quali erano stati rivestiti ciascuno con un guscio corazzato da 8 mm. Garantiva un'autonomia di 70 chilometri e una velocità massima di 14 km/h su strada o superfici preparate, ma il mezzo si rivelò incapace di affrontare aree sconvolte da bombardamenti e terreni di difficile conformazione, potendo superare giusto trincee larghe 2 metri. Solo una fonte parla di punte di 18 km/h. L'albero motore correva al di sotto della camera di combattimento fino al retro, dove furono sistemati trasmissione, cambio e le frizioni in presa diretta con le ruote motrici. Il raffreddamento del motore era demandato al ventilatore anteriore oltreché a due griglie ricavate sul cielo del lungo scafo, mentre l'ispezione avveniva da due portelli incernierati al bordo della copertura motore.
Lo scafo aveva forma rettangolare con pareti verticali, a esclusione del retro inclinato verso l'interno e del muso invertito: la costruzione era rivettata e lo spessore della corazzatura ammontava a 12–14 mm per fronte, lati e retro di scafo e torretta; le protezioni sul cielo scendevano a 8 mm e anche il fondo del telaio era stato dotato di lastre da 3 mm: tutte le componenti della corazzatura erano in acciaio temprato. L'armamento originale dell'LK II avrebbe dovuto essere il pezzo Maxim Nordenfelt da 57 mm, catturato in una certa quantità in Belgio; era stato scelto per la breve corsa di rinculo (150 mm) e l'efficacia contro i carri armati britannici. Il cannone era installato su un piccolo affusto tronco-conico, a sua volta sistemato in una squadrata casamatta, e poteva brandeggiare di 30° a sinistra e a destra. Scartato in seguito, il suo posto avrebbe dovuto essere occupato da un cannone da 37 mm, per il quale fu prevista una riservetta di 100 proietti. In conclusione, però, il carro mantenne la torretta girevole tipica dell'LK I, pur dotata di una cupola; l'armamento rimase perciò la mitragliatrice leggera lMG 08/15 da 7,92 mm. In essa trovavano posto il capocarro e il servente, che rimanevano in piedi, mentre il conducente sedeva poco più avanti e in basso su un proprio seggiolino: egli manovrava il veicolo con un volante, due leve direzionali con freni integrati e una pedaliera. L'accesso dell'equipaggio avveniva da due portelli rettangolari, ricavati nello scafo in corrispondenza della torretta, e da un portello circolare sulla cupola, il quale si abbatteva in avanti. In fase di progettazione era stata posta più cura nei sistemi di visione esterna, specie per il conducente, che usufruiva di tre portelli quadrati, sigillabili dall'interno con pannelli recanti una sottile feritoia. Era inoltre possibile caricare a bordo una seconda lMG 08/15 e azionarla da una delle apposite aperture ricavate sui fianchi della torretta, dello scafo vicino ai portelli d'accesso e sui portelli stessi. Vollmer valutò anche l'installazione di entrambe le armi in torretta, idea che non fu portata avanti.

## Versioni
Nelle ultime settimane di guerra l'ingegner Vollmer rimaneggiò profondamente l'LK II e ne trasse un carro armato d'innovativa concezione per l'epoca, con la torretta al centro dello scafo, il gruppo cambio-motore nel retro e un telaio non più d'origine automobilistica, bensì progettato all'uopo. L'armamento avrebbe potuto essere un Maxim-Nordenfelt da 57 mm oppure un cannone automatico Becker Type M2 da 20 mm. Di questo Leichterkampfwagen III ("veicolo leggero da combattimento III") furono ordinati 1 000 esemplari, ma in realtà non fu impostato neppure il prototipo.

## Altri utilizzatori

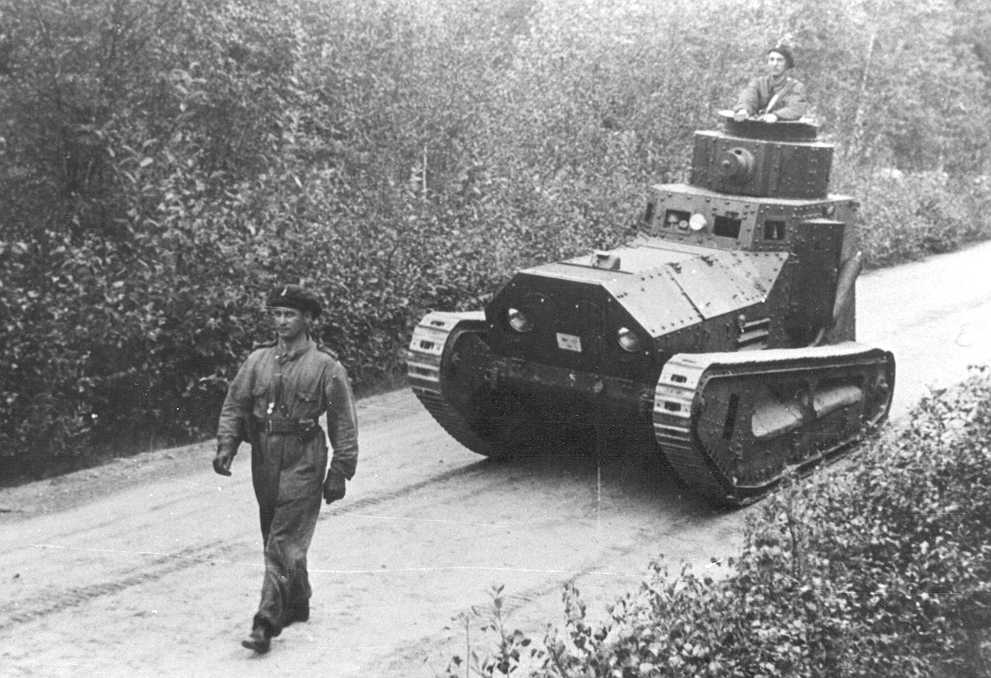
Uno degli LK II ottenuti dalla Svezia e ribattezzati Stridsvagn m/21

Svezia
- Nell'autunno 1921[14] acquistò per 100 000 corone parti già fabbricate e telai semicostruiti di dieci LK II, che Berlino aveva occultato nel 1918-1919. Spacciate per trattori agricoli e sezioni di caldaie, le componenti furono assemblate in territorio svedese e i carri denominati Stridsvagn m/21: furono tutti armati con una mitragliatrice m/14-21 da 6,5 mm e avevano solo poche differenze di dettaglio dal progetto tedesco. Dal 1928 alcuni furono dotati di un motore Scania-Vabis e di una nuova torretta capace di accogliere un cannone da 37 mm o due mitragliatrici da 6,5 mm, entrando in servizio l'anno successivo come Stridsvagn m/21-29. Furono mantenuti in servizio attivo fino al 1938.[10] Proprio uno di quest'ultimi veicoli fu il primo carro armato incontrato e pilotato da Heinz Guderian nel 1929, quando si recò in visita segreta a una serie di manovre dell'Esercito svedese.[15]

 Regno d'Ungheria
- Nella primavera 1920, poco prima di sottoscrivere il trattato del Trianon, il governo magiaro comprò telai e altri componenti di LK II per un totale di quattordici carri armati, che sarebbero dovuti arrivare al Gruppo d'armate Mackensen schierato proprio in territorio austro-ungarico alla fine delle ostilità. Il trasporto dei mezzi smontati avvenne lungo il Danubio con ogni precauzione, dato che il trattato entrato in vigore il 4 giugno proibiva a Budapest di sviluppare e possedere mezzi corazzati; pertanto, gli LK II furono assemblati e nascosti in vagoni ferroviari tenuti spesso in movimento, allo scopo di evitare le ispezioni della Commissione interalleata di controllo. Il 5 maggio 1924 confluirono nella RUISK, la scuola di polizia nazionale sotto le cui insegne cominciarono a essere condotte le prime esercitazioni con mezzi militari; dal 1927, con la partenza dei rappresentanti della Commissione, il piccolo ed eterogeneo parco corazzato dell'istituto fu riorganizzato in un battaglione. I carri, già provati dalle approssimative condizioni di conservazione, si usurarono rapidamente e nel 1930 solo cinque risultavano operativi. Furono definitivamente ritirati un paio di anni più tardi.[16]

## Esemplari esistenti
Sopravvivono due LK II svedesi:
- Museo dei corazzati di Axvall;[14]
- Deutsches Panzermuseum di Munster, che lo ebbe in dono dalla Svezia nel 1993.[17]